# Метанофеназин
Метанофеназин — производное феназина, мембранорастворимый переносчик электронов в электрон-транспортной цепи некоторых метаногенов. Эта молекула присутствует в мембране метаногенных архей, например у Methanosarcina mazei.